# Jakarta International Java Jazz Festival
Le Jakarta International Java Jazz Festival (JIJJF) ou simplement Java Jazz Festival (JJF) est un festival de jazz et l'un des plus grands festivals du genre au monde et probablement le plus grand de l'hémisphère sud, organisé à Jakarta, en Indonésie.

## Histoire
Le festival est fondé par l'homme d'affaires indonésien Peter F. Gontha. Il se tient depuis 2005 à Jakarta, en Indonésie. La première édition du festival accueille 47 500 visiteurs pendant les trois jours qu'il a duré. Il est organisé annuellement au début du mois de mars et a fait participer quelque 125 groupes et 1 405 artistes qui se sont produits au cours de 146 spectacles.
En plus de présenter des musiciens étrangers et locaux de jazz, ce festival est également enrichi par des musiciens d'autres genres musicaux tels que le RnB, la soul et le reggae. Parmi les principaux musiciens qui ont participé en 2006, citons James Brown, Earth, Wind and Fire, Eric Benét, Bubi Chen et Angie Stone. En 2007, les musiciens Sérgio Mendes, Chaka Khan, Lisa Ono et Jamie Cullum se sont également produits. Selon le site officiel du festival, plus de 67 000 visiteurs assistent à ce festival de trois jours en 2006.
L'édition 2021 du festival est annulée en raison de la pandémie de Covid-19.
L'édition 2022 est organisée du 27 au 29 mai à la Jakarta International Expo, à Kemayoran, Jakarta-Nord. Le spectacle spécial comprenait JoJo, PJ Morton et The Temptations Rev. avec Glenn Leonard. L'édition 2023 du festival se tient du 2 au 4 juin au même endroit, et comprend plusieurs spectacles spéciaux, notamment des performances de Stephen Sanchez, The Chicago Experience avec Danny Seraphine, et Jeff Coffey, Cory Wong, ainsi que Max.